# Polarsun Motor Holdings

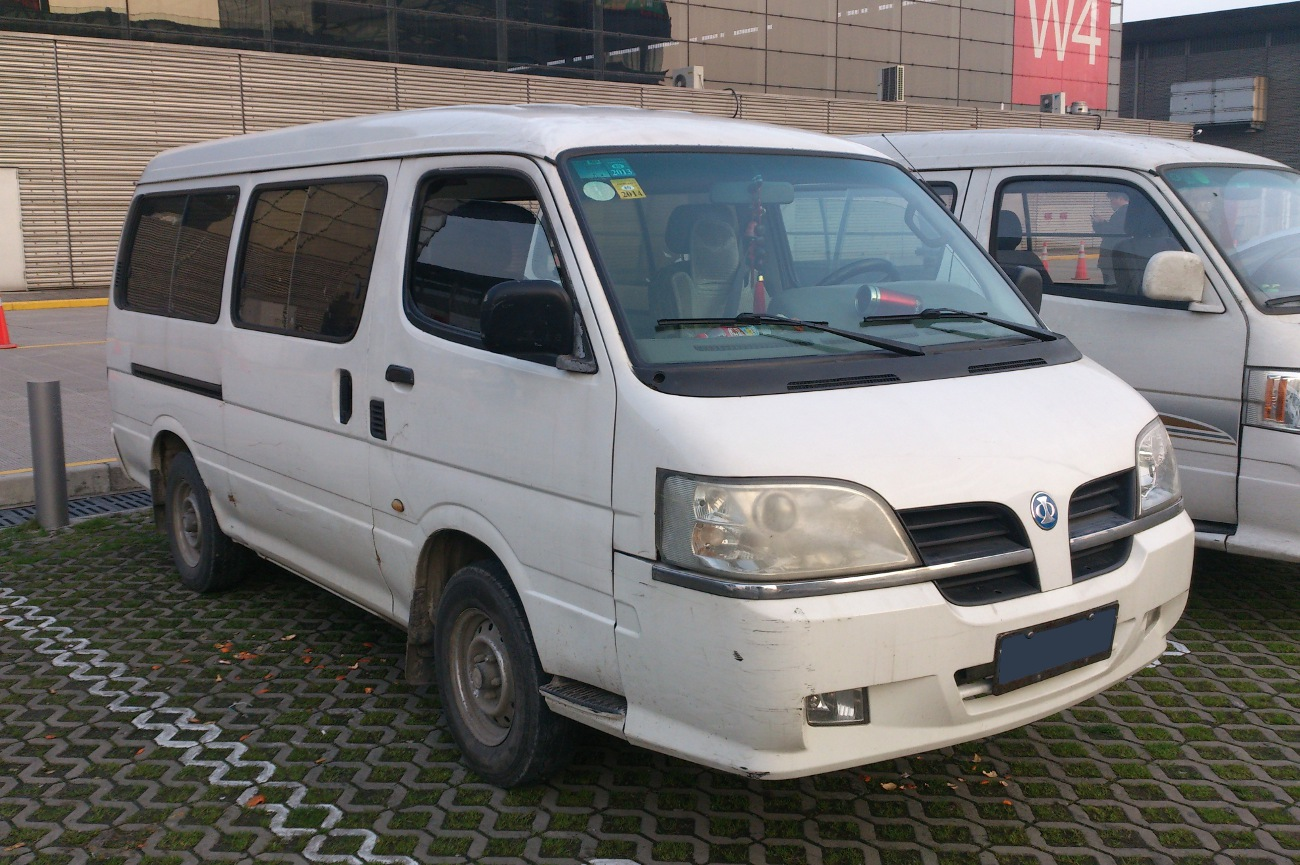
Polarsun Century

Die Polarsun Motor Holdings Ltd. (chinesisch: 中顺汽车) war ein Automobilhersteller mit Unternehmenssitz in Shenyang, China. Andere Quellen führen das Unternehmen unter den Namen Shenyang Zhongshun (Polarsun) Automobile Co., Ltd. oder als Polarsun Automobile (Zhongshun).

## Beschreibung
Im Jahr 2002 übernahm Polarsun/Zhongshun den chinesischen Hersteller Songliao und änderte zwei Jahre später den Markennamen in Polarsun/Zhongshun. Im Jahr 2006 soll Polarsun eine Produktionskapazität von ca. 100.000 Fahrzeuge gehabt haben. Für die ersten Quartale der Jahre 2007 und 2008 wurde – von 5 MPV (2008) abgesehen – ausschließlich eine Kleinbusproduktion von 5410 bzw. 4892 Exemplaren ausgewiesen.
Anfang 2018 wurde Zhongshun von WM Motors übernommen.

## Modelle
Das Modellprogramm soll ab 2006 einen Zhongshun MPV (7 Sitze, 2,0-l-Motor, 129 PS) und einen Zhongshun SUV (7 Sitze, 2,35-l-Motor, 130 PS) umfasst haben.
Ein weiteres Modell war der Kleinbus Polarsun Century oder Zhongshun Century. Die nach Südafrika exportierten Modell sollen als Polarsun Ingwe vertrieben worden sein.